# Репетитор (рассказ)
Репетитор — рассказ Антона Павловича Чехова, написан в 1884 году, впервые напечатан в 1884 году в журнале «Осколки» № 6 от 11 февраля с подзаголовком «Сценка» и подписью «А. Чехонте».
В 1886 году рассказ вошёл в сборник «Пёстрые рассказы», включён в издание Адольфа Маркса. При жизни Чехова переводился на болгарский, немецкий и словацкий языки.
В рассказе отразился опыт репетиторства Чехова в гимназические годы в Таганроге, а потом в Москве.

## Сюжет
Действие рассказа происходит на квартире отставного губернского секретаря Удодова. К его двенадцатилетнему сыну Пете ежедневно приходит заниматься уроками гимназист VII класса Егор Зиберов.
Занятия проходят по два часа, за что гимназист получает шесть рублей в месяц. Занятия для подготовки Пети во II класс гимназии начинаются с латыни. Пете в шестой раз задают склонение, но у него никак не получается выучить урок. К занятиям подключается отец Пети, который накануне выпорол сына для склонения его к учёбе. Задание по латыни было перенесено на следующее занятие. Также не показал знаний сын и в арифметике, сам Зиберов не мог решить задачу по арифметике, а Удодов на счетах выполнил задание, которое надо было решать алгебраически.
Далее последовал диктант, география, закон божий, русский язык. Два часа прошло, и Зиберов засобирался домой. Перед уходом он попросил у Удодова денег. Отец мальчика задолжал ему за шесть месяцев, однако денег у отца не оказалось, и Зиберов уходит.

## Критика
Отрицательный отзыв на рассказ написал критик Фёдор Змиёв, он отнёс «Репетитора» к рассказам, которые «похожи скорее на полубред какой-то или болтовню ради болтовни об ужаснейшем вздоре, нежели на мало-мальски отчётливое изложение осмысленной фабулы».